# Femme Fatale (альбом)
Femme Fatale (с фр. — «Роковая женщина») — седьмой студийный альбом американской певицы Бритни Спирс, релиз которого состоялся 25—30 марта 2011 года во всем мире.
Альбом дебютировал на первом месте в американском чарте Billboard 200, тем самым став шестым самым успешным альбом в карьере певицы; Бритни Спирс — единственная молодая певица, чьи шесть альбомов стали № 1 в США. Он также возглавил российский музыкальный чарт "Россия Топ 25. Альбом был сертифицирован как золотой диск.
Общие продажи альбома в мире составляют 2 млн копий.

## Синглы
6 января 2011 года демоверсия трека «Hold It Against Me» просочилась в Интернет. Спирс подтвердила утечку демоверсии сингла в Интернет, уточнила, что данная запись является ранней версией песни. Она также сказала, что финальная версия звучит абсолютно по-другому, гораздо лучше. 10 января 2011 года состоялась премьера песни. 11 января сингл официально вышел в продажу. Всего за 3 недели, без проморекламы, продажи уже превысили один миллион цифровых копий по всему миру. Сингл на данный момент продан в среднем 1.356.000 копий по всему миру.
«Till The World Ends» — второй сингл с альбома, выпущенный 4 марта 2011 года. Релиз был запланирован на 11 марта 2011 года, но из-за утечки песни в Интернет, сингл был выпущен раньше.
7 июня 2011 года состоялся релиз третьего сингла «I Wanna Go» на американском радио, а уже 13-го июня поступил в продажу в музыкальные магазины Европы.
29 августа 2011 года после окончания премии MTV Video Music Awards Бритни Спирс в интервью MTV News заявила, что песня «Criminal» станет четвёртым синглом с альбома. Релиз сингла состоялся 11 октября 2011 года.

## Об альбоме
Я думаю «Femme Fatale» говорит сам за себя. Я очень усердно трудилась над ним и записывала два года. Я думаю, что это мой лучший альбом за все время. Я хотела сделать дикий танцевальный альбом, где каждая песня заставляет вас встать и начать по-разному двигать телом. Это то, что хочу от музыки, которую слушаю. Этот альбом для клубов, или что-то, что вы играете до того, как отправляетесь веселиться ночью. А еще это определенно мой самый современный и наиболее зрелый звук. В альбоме есть песни, которые звучат как что-то, что вы еще не слышали и это полностью революционно, но так же я думаю этот альбом выражает то, где я сейчас нахожусь как женщина и это эволюция той, кто я есть. Больше нечего сказать. Я позволю музыке говорить за меня.
Femme Fatale переводится с фр. — «роковая женщина». Бритни Спирс писала, что назвала альбом в честь сильных и уверенных мужчин и женщин, неуловимых, веселых и кокетливых. Dr. Luke заявил, что звучание альбома будет более «тяжелым», «с элементами электро». 2 декабря 2010 года Спирс объявила через свой аккаунт в сети Twitter, что альбом будет выпущен в марте 2011 года.
Работа над альбомом продолжалась в течение двух лет. Исполнительными продюсерами альбома «Femme Fatale» (Jive Records) являются Макс Мартин и Dr. Luke.

### Создание и запись
В июне 2010 года, во время интервью Rap-Up, Danja отмечал, что он работал с Спирс в подготовке к работе над альбомом. Darkchild, который как сообщается, также работал с ней, заявил в Ustream в августе 2010 года «фанаты Бритни будут счастливы в течение нескольких недель», намекая о выпуске новой музыки. Однако это было опровергнуто менеджером Спирс Адамом Лебера, который заявил: «На данный момент нет новых подробностей о работе над новой музыкой. Это нонсенс, когда люди хотят ввести в заблуждение других. Не круто! Люди, которые работают на следующим альбомом Брит не говорят об этом…» Лебера позже говорил в Entertainment Weekly, назвав звук записи «новаторским» и «уходом от того, что вы слышали.» В ноябре 2010 года, Dr. Luke заявил, что он будет исполнительным продюсером альбома вместе с Максом Мартином. В интервью Rolling Stone, Спирс объяснила, что она уже работала с Люком во время записи альбома Blackout в 2007 году, заявив, что «он был невероятен уже тогда, и за эти годы стал ещё лучше. О Мартине, она отметила, что „она с ним сотрудничает с самого начала своей карьеры и у них сложились очень доверительные отношения за эти года. […] Больше ни с кем я не чувствую себя более комфортно в студии, как с ним“. 2 декабря 2010 года, в день её 29-летия, Спирс поблагодарила своих поклонников за поздравления и объявила: „Я почти закончила работу с моим новым альбомом, и он выйдет уже в марте этого года! Я влюблена в эту работу“. После объявления о названии альбома, и публикации обложки 2 февраля 2011 года, Спирс сказала о Femme Fatale:
Я вложила кусочек своего сердца и души в этот альбом за эти последние 2 года. Я сделала все, что я могу. Этот альбом для вас, мои фанаты, которые всегда поддерживали меня и делали со мной каждый шаг на этом пути! Я вас всех люблю! Сексуальным и сильным. Опасным и кроме того загадочным. Крутым и уверенным в себе! Роковая женщина.

## Критика
Femme Fatale получил в целом положительные отзывы критиков и имеет рейтинг 67 баллов из 100 на сайте Metacritic.
Rolling Stone отмечали, что „Femme Fatale“ может быть лучшим альбомом Бритни; но уже с уверенностью можно сказать, что это её самый странный альбом. Концептуально он прямолинейный: запись для вечеринок с сексом и печалью. Также они описали первый сингл альбома Hold It Against Me, который наполнен неистовым проигрышем в стиле дабстеп — наверное самым агрессивным битом в Hot 100 на данный момент.:
Pop Justice писали, что „альбом сделан с отлично подобранным звуком и ясно установленной индивидуальностью. Это — клубный альбом — в таком же самом смысле, как был Blackout. Он целостный, и это заставляет вас испытывать желание танцевать. Это блестяще. Уводит прочь от немного тяжелых, безрадостных моментов альбома Circus“.:
Daily Star дали положительную оценку альбому, отметив треки как „Drop Dead Beautiful“ — женский эквивалент песни „Sexy Chick“ от Дэвида Гуетты и Эйкона., песня „Big Fat Bass“ при участии Will.I.Am — способная перевернуть ваши внутренние органы. В другой песне, наряду с флейтой в стиле 60-х годов, Бритни извиняется перед матерью за то, что влюбилась в плохого парня — преступника. „Inside Out“ — это песня, которая выделяется. Со звуком синтезаторов, она заставляет вас двигаться, словно в такт метроному. „Femme Fatale“ выходит 29 марта. Бритни вернулась на вершину!»:
The Sun писали, что «людям, любящим клубные треки будет интересно узнать, потому что здесь есть интересные вещи. Певица изменила привычному для меломанов чистому звучанию таких хитов как Toxic и Womanizer на более ультрасовременную атмосферу. Верным фанатам Бритни может быть сложно будет привыкать к её новому звуку. Но мы даем ему самые большие поздравления из-за того, что это попытка попробовать что-то новое.
Бритни Спирс уже превратилась в хардкор данс-королеву».:

## Релиз и продвижение

Рекламный постер альбома Femme Fatale

11 марта 2011 произошла полная утечка стандартной версии альбома в Интернет. В связи с этим, менеджер Бритни Ларри Рудольф выложил все треки с альбома на своей официальной странице MySpace и призвал всех фанатов Бритни слушать новый альбом на его официальной странице, а не скачивать треки на сайтах. Он также назвал это грубым неуважением к Бритни. Так как менеджмент певицы и сама Бритни очень расстроена этим. Также было объявлено, что в связи со случившимся, когда счетчик плеера достигнет 50.000 прослушиваний, Ларри выложит ещё 3 новые песни, которые не вошли в основной трек-лист альбома. 18 марта 2011 произошла утечка в Интернет всех бонусных треков делюкс версии.
В России состоялась эксклюзивная презентация альбома Femme Fatale на волнах Love Radio 29 марта 2011 в клубе Posh Friends была устроена вечеринка в честь релиза нового альбома Бритни Спирс. На вечеринке присутствовали звезды украинского и российского шоу-бизнеса, такие как Виктория Дайнеко, Макс Барских и т.п; отдавая дань поп-принцессе, исполняли её хиты. Организаторами вечеринки стали Love Radio и Sony BMG.
Релиз альбома в Японии должен был состояться 30 марта 2011, но из-за природных катаклизм, которые обрушились на страну, Sony BMG перенесли дату релиза на 6 апреля. Японское делюкс издание альбома включает в себя эксклюзивный бонус-трек Scary.

### Промовыступления

Бритни Спирс исполняет песню «Big Fat Bass» на «MTV Special»

25 марта 2011 Бритни раскрыла секрет, своими сообщениями в Twitter, что вечером посетит в Лас-Вегасе Palms Casino и выступит на сцене ночного клуба Rain в рамках шоу «MTV Special». Запись шоу транслировалась 3 апреля на телеканале MTV. Бритни Спирс исполнила три номера: «Hold It Against Me»; ремикс на песни «Big Fat Bass», «3», «I'm a Slave 4 U», «Gimme More»; «Till the World Ends»
Jive Records выпустили пресс-релиз, в котором описана часть действий Бритни в качестве поддержки альбома: 29 марта 2011 года в программе Good Morning America состоялась официальная презентация нового альбома «Femme Fatale», где Бритни Спирс выступила с тремя номерами. Телеканал MTV включил в эфир специальные выпуски, посвященные Бритни Спирс и её новому альбому. Так же, в качестве промокампании Бритни должна была посетить Шоу Эллен ДеДженерес (было отменено из-за не договоренности сторон) и церемонию Nickelodeon's Kid's Choice Awards, которая состоялась 2 апреля этого года.
В скором времени в сети появился ремикс на песню Рианны «S&M» с участием Бритни, а также ремикс песни Бритни «Till the World Ends», с участием Кеши и Ники Минаж. 23 мая на церемонии Billboard Music Awards Рианна вместе с Бритни исполнили ремикс на песню «S&M», так же на церемонии Бритни исполнила ремикс на песню «Till the World Ends» совместно с Ники Минаж.
В марте Бритни объявила что едет в тур вместе с Энрике Иглесиасом, но позже певец через Twitter извинился перед Бритни и её фанатами за то, что не сможет участвовать в туре. Чуть позже стало ясно, что в туре будет участвовать Ники Минаж и Саби, а на разогреве будет выступать DJ Pauly D. В апреле Бритни через Twitter объявила что тур будет носить название «Femme Fatale Tour», и что первое шоу состоится 17 июня.

## Список композиций
Обычное издание включает в себя 12 песен, делюкс-версия — 16.
| №                   | Название                             | Автор(ы)                                                             | Продюсеры                           | Длительность |
| ------------------- | ------------------------------------ | -------------------------------------------------------------------- | ----------------------------------- | ------------ |
| 1.                  | «Till the World Ends»                | Max Martin, Lukasz Gottwald, Mathieu Jomphe, Ke$ha                   | Martin, Dr. Luke, Billboard         | 3:57         |
| 2.                  | «Hold It Against Me»                 | Martin, Gottwald, Jomphe, Bonnie McKee                               | Martin, Dr. Luke, Billboard         | 3:48         |
| 3.                  | «Inside Out»                         | Martin, Gottwald, Jomphe                                             | Martin, Dr. Luke, Billboard         | 3:38         |
| 4.                  | «I Wanna Go»                         | Martin, Savan Kotecha, Johan Karl Schuster                           | Martin, Shellback                   | 3:30         |
| 5.                  | «How I Roll»                         | Christian Karlsson, Pontus Winnberg, Henrik Jonback, Magnus Lidehall | Bloodshy & Avant, Jonback, Lidehall | 3:36         |
| 6.                  | «(Drop Dead) Beautiful» (feat. Sabi) | Jomphe, Benny Blanco, Joshua Coleman                                 | Billboard, Blanco, Ammo, J.Mike     | 3:36         |
| 7.                  | «Seal It with a Kiss»                | Martin, Henry Walter, Gottwald, McKee                                | Dr. Luke, Martin, Dream Machine     | 3:26         |
| 8.                  | «Big Fat Bass» (feat. Will.I.Am)     | William Adams                                                        | will.i.am                           | 4:44         |
| 9.                  | «Trouble for Me»                     | Fraser T Smith, Livvi Franc, Heather Bright, Olivia Waithe           | Smith                               | 3:19         |
| 10.                 | «Trip to Your Heart»                 | Karlsson, Jonback, Lidehäll, Winnberg, Morier, Sophie Stern          | Bloodshy, Jonback, Magnus           | 3:33         |
| 11.                 | «Gasoline»                           | Gottwald, Blanco                                                     | Dr. Luke, Blanco                    | 3:08         |
| 12.                 | «Criminal»                           | Martin, Kotecha, Schuster                                            | Martin, Shellback                   | 3:45         |
| Общая длительность: | Общая длительность:                  | Общая длительность:                                                  | Общая длительность:                 | 44:00        |

| №                   | Название                | Автор(ы)                                                       | Продюсеры           | Длительность |
| ------------------- | ----------------------- | -------------------------------------------------------------- | ------------------- | ------------ |
| 13.                 | «Up N' Down»            | Martin, Kotecha, Schuster                                      | Martin              | 3:42         |
| 14.                 | «He About to Lose Me»   | Ina Wroldsen, Rodney Jerkins                                   | Darkchild           | 3:48         |
| 15.                 | «Selfish»               | Mikkel Eriksen, Tor Hermansen, Sandy Wilhelm, Dean, Traci Hale | Stargate, Sandy Vee | 3:43         |
| 16.                 | «Don’t Keep Me Waiting» | Jerkins, Thomas Lumpkins, Michaela Shiloh                      | Darkchild           | 3:21         |
| Общая длительность: | Общая длительность:     | Общая длительность:                                            | Общая длительность: | 58:36        |

| №                   | Название            | Автор(ы)                                    | Продюсер(ы)         | Длительность |
| ------------------- | ------------------- | ------------------------------------------- | ------------------- | ------------ |
| 17.                 | «Scary»             | Smith, Kasia Livingston, Britney Spears(co) | Smith               | 3:38         |
| Общая длительность: | Общая длительность: | Общая длительность:                         | Общая длительность: | 1:02:14      |

## Чарты
| Чарт (2011)                         | Высшая позиция |
| ----------------------------------- | -------------- |
| Австралия (ARIA)                    | 1              |
| Австрия (Ö3 Austria)                | 10             |
| Бельгия/Фландрия (Ultratop)         | 8              |
| Бельгия/Валлония (Ultratop)         | 5              |
| Бразилия (ABPD)                     | 1              |
| Канада (Canadian Albums Chart)      | 1              |
| Чехия (ČNS IFPI)                    | 5              |
| Дания (Hitlisten)                   | 8              |
| Нидерланды (Album Top 100)          | 7              |
| Финляндия (Suomen virallinen lista) | 7              |
| Франция (SNEP)                      | 4              |
| Германия (Offizielle Top 100)       | 10             |
| Венгрия (MAHASZ)                    | 6              |
| Ирландия (IRMA)                     | 4              |
| Италия (Classifica album)           | 4              |
| Япония (Oricon)                     | 8              |
| Мексика (Top 100 Mexico)            | 1              |
| Новая Зеландия (RMNZ)               | 3              |
| Норвегия (VG-lista)                 | 3              |
| Польша (ZPAV)                       | 17             |
| Португалия (AFP)                    | 4              |
| Россия (2M)                         | 1              |
| Шотландия (Scottish Albums Chart)   | 10             |
| Республика Корея (Gaon)             | 1              |
| Испания (PROMUSICAE)                | 4              |
| Швеция (Sverigetopplistan)          | 5              |
| Швейцария (Schweizer Hitparade)     | 2              |
| Великобритания (UK Albums Chart)    | 8              |
| США (Billboard 200)                 | 1              |

| Чарт (2011)                        | Позиция |
| ---------------------------------- | ------- |
| Австралия (ARIA)                   | 86      |
| Канада Canadian Albums (Billboard) | 41      |
| Франция (SNEP)                     | 60      |
| Россия (2M)                        | 16      |
| Швеция (Sverigetopplistan)         | 86      |
| Швейцария (Schweizer Hitparade)    | 79      |
| Великобритания (OCC)               | 139     |
| США Billboard 200                  | 31      |

## Сертификации
| Регион | Сертификация | Продажи    |
| --- | ------------ | ---------- |
| Австралия (ARIA) | Золотой      | 35 000^    |
| Brazil (ABPD) | Золотой      | 40,000     |
| Канада (Music Canada) | Платиновый   | 80 000^    |
| Czech Republic (ČNS IFPI) | Золотой      | 2,500      |
| Франция (SNEP) | Золотой      | 81,687     |
| Ирландия (IRMA) | Золотой      | 7500^      |
| Мексика (AMPROFON) | Золотой      | 30 000^    |
| Россия (NFPF) | Платиновый   | 10 000*    |
| Singapore (RIAS) | Золотой      | 5,000      |
| Швеция (GLF) | Золотой      | 20 000     |
| Великобритания (BPI) | Золотой      | 100 000    |
| США (RIAA) | Платиновый   | 1,000,000^ |
| * Данные о продажах приведены только на основе сертификации. · ^ Данные о тиражах приведены только на основе сертификации. · Данные о продажах + прослушиваниях приведены только на основе сертификации. |              |            |

## Хронология релизов
| Регион         | Дата          | Формат                   | Лейбл        | Издание/Версия                            |
| -------------- | ------------- | ------------------------ | ------------ | ----------------------------------------- |
| Нидерланды     | 25 марта 2011 | CD                       | Sony Music   | Deluxe                                    |
| Дания          | 25 марта 2011 | CD                       | Sony Music   | Standard, Deluxe Edition (With Fragrance) |
| Норвегия       | 25 марта 2011 | CD                       | Sony Music   | Deluxe                                    |
| Австралия      | 25 марта 2011 | CD                       | Sony Music   | Deluxe                                    |
| Германия       | 25 марта 2011 | CD                       | Sony Music   | Standard, Deluxe Edition                  |
| Греция         | 28 марта 2011 | CD, Цифровая дистрибуция | Sony Music   |                                           |
| Мексика        | 28 марта 2011 | CD                       | Sony Music   | Deluxe, Premium Fan                       |
| Новая Зеландия | 28 марта 2011 | CD                       | Sony Music   | Standard, Deluxe, Digipak                 |
| Польша         | 28 марта 2011 | CD                       | Sony Music   | Eco, Standard, Deluxe, Premium Fan        |
| Африка         | 28 марта 2011 | CD                       | Sony Music   | Deluxe                                    |
| Великобритания | 28 марта 2011 | CD                       | RCA Records  | Standard, Deluxe Edition (With Fragrance) |
| США            | 29 марта 2011 | CD, Цифровая дистрибуция | Jive Records | Standard, Deluxe, Premium Fan             |
| Бразилия       | 29 марта 2011 | CD                       | Sony Music   | Standard                                  |
| Филиппины      | 29 марта 2011 | CD                       | Sony Music   | Deluxe                                    |
| Малайзия       | 29 марта 2011 | CD                       | Sony Music   | Deluxe                                    |
| Финляндия      | 30 марта 2011 | CD                       | Sony Music   | Deluxe                                    |
| Япония         | 6 апреля 2011 | CD                       | Sony Music   | Deluxe                                    |

## Создатели
Список людей, которые работали над созданием альбома.

| - Tiffany Amber — composer - Ammo — Instrumentation, Producer, Programming, background vocals - Beatriz Artola — Engineer - Stacey Barnett — background vocals - Billboard — instrumentation, producer, programming - Benny Blanco — instrumentation, producer, programming, background vocals - Sophia Block — background vocals - Christian Karlsson — Instrumentation, Producer, Programming, Vocal Producer - Heather Bright — composer, background vocals - Jeremy Coleman — composer - Joshua Coleman — composer - Tom Coyne — Mastering - Esther Dean — composer, background vocals - Megan Dennis — Production Coordination - DJ Ammo — Drum Programming, Synthesizer - Dr. Luke — executive producer, instrumentation, producer, programming, background vocals - Dream Machine — instrumentation, producer, programming - Dylan Dresdow — mixing - Eric Eylands — assistant engineer - Ashton Foster — background vocals - Livvi Franc — composer, background vocals - Fraser T. Smith — composer, Drum Programming, Keyboards, Producer - Serban Ghenea — Mixing - Clint Gibbs — Production Coordination - Aniela Gottwald — Assistant - Tatiana Gottwald — Assistant - Venza Gottwald — Assistant - John Hanes — Engineer, Mixing - Jeri Heiden — Art Direction - Jacob Kasher Hindlin — composer - Sam Holland — Engineer, background vocals - J-MIKE — Instrumentation, Producer, Programming, background vocals - Cri$tyle Johnson — background vocals - Mathieu Jomphe — composer - Henrik Jonback — composer, Instrumentation, Producer, Programming, Vocal Producer | - Claude Kelly — composer, background vocals - Padraic Kerin — Engineer - Savan Kotecha — composer - Alexander Kronlund — composer, Instrumentation, Programming - Adam Leber — A&R - Benjamin Levin — composer - Jeremy «J Boogs» Levin — Assistant - Magnus Lidehäll — composer - Magnus — Instrumentation, Producer, Programming, Vocal Producer - Myah Marie — background vocals - Max Martin — composer, Engineer, Executive Producer, Instrumentation, Keyboards, Producer, Programming, background vocals - Bonnie McKee — composer, background vocals - Nicole Morier — composer, background vocals - Jackie Murphy — Creative Director - Rob Murray — Assistant - Chris «Tek» O’Ryan — Engineer - Chau Phan — background vocals - Irene Richter — Production Coordination - Tim Roberts — Assistant Engineer, Mixing Assistant - Patrizia Rogosch — background vocals - Larry Rudolph — A&R - Kesha Sebert — composer - Sheelback — Engineer, Guitar, Keyboards, Producer - Shellback — Bass, composer, Engineer, Guitar, Keyboards, Producer - Nick Steinhardt — Art Direction, Design - Sophie Stern — composer - Ryan Supple — Photo Production - Peter Thea — A&R - Dave Thomas — Stylist - Henry Walter — composer - will.i.am — composer, Drum Programming, Engineer, Piano, Producer, Synthesizer - Pontus Winnberg — composer - Emily Wright — composer, Engineer, Vocal Producer |